# Jean-Pierre Bel
Jean-Pierre Bel (30 de diciembre de 1951 -Lavaur (Tarn), Francia) es un político francés, representante del senado de Ariège. Fue el primer presidente socialiasta del Senado de Francia.

## Biografía
Egresado de la Universidad de Toulouse I Capitole, creció dentro de una familia de inclinaciones comunistas. Después de sus estudios de educiación media en el liceo de Berthelot de Toulouse, obtuvo una beca de derecho público en la Universidad de Ciencias Sociales de Tolouse. De 1977 a 1982, dirigió un centro de vacaciones en Font-Romeu, siendo director de la oficina de turismo, antes de casarse con la hija de Robert Naudi, presidente del Consejo General Ariège en el periodo de 1985 al 2014. De su primer matrimonio tuvo dos hijos, y se casó por segunda vez con Iriadne Pla Godinez, originaria de Cuba, con quien tuvo una hija.

## Carrera política
Entre la década de 1960-1970, Jean-Pierre Bel tuvo su primer acercamiento con el Senado tras solidarizarse con los movimientos españoles en lucha contra la dictadura franquista que estaban activos en el sur de Francia, por lo que fue aprisionado durante un tiempo en España. Después de militar en la liga comunista revolucionaria, se fue a residir a Mijanès, la ciudad natal de su esposa, en el año de 1978.
En el año de 1983 empezó su carrera política al unirse al Partido Socialista y ser elegido alcalde de su pueblo en una pequeña localidad próxima a los Pirineos. En 1998,  fue elegido senador por primera vez y reelegido desde entonces de manera ininterrumpida.

### Presidencia del senado

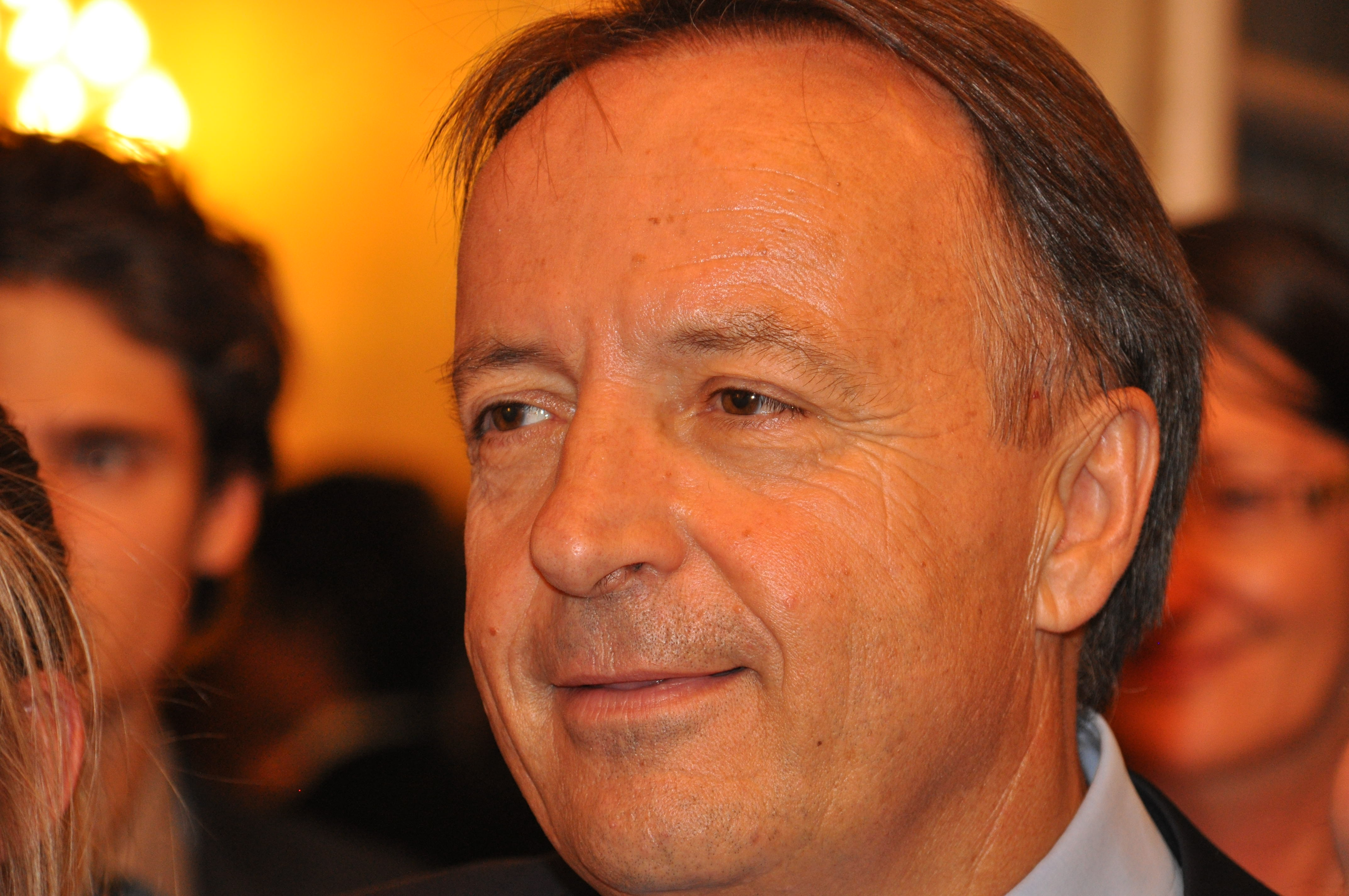
Jean-Pierre Bel tras las elecciones ganadoras del Senado

En octubre del 2011, Francia vivió unas elecciones legislativas históricas, ya que por primera vez, el senado Francés estaría dirigido por un militante de izquierda desde que comenzó la Quinta República francesa en 1958. Jean-Pierre Bel fue, elegido presidente de la Cámara alta del Senado francés y se convirtió en la segunda autoridad institucional de Francia, sustituyendo al exministro Larcher.
Su presidencia estuvo marcada por las críticas a su autoridad débil y la desconfianza de los comunistas, tras el rechazo de varias propuestas presentadas por el Gobierno socialista, incluida la reforma territorial.
Después de presidir el senado, Jean-Pierre Bel estuvo a cargo de la promoción de los intereses económicos de Francia y del fortalecimiento de la cooperación universitaria, cultural y científica de los países latinoamericanos durante la Semana de América Latina y el Caribe, en Francia, trabajando en conjunto con los ministerios de Asuntos Exteriores y Desarrollo Internacional.